# Indigofera kirilowii
Indigofera kirilowii är en ärtväxtart som beskrevs av Ivan Vladimirovitj Palibin. Indigofera kirilowii ingår i indigosläktet som ingår i familjen ärtväxter. Inga underarter finns listade i Catalogue of Life.

## Bilder

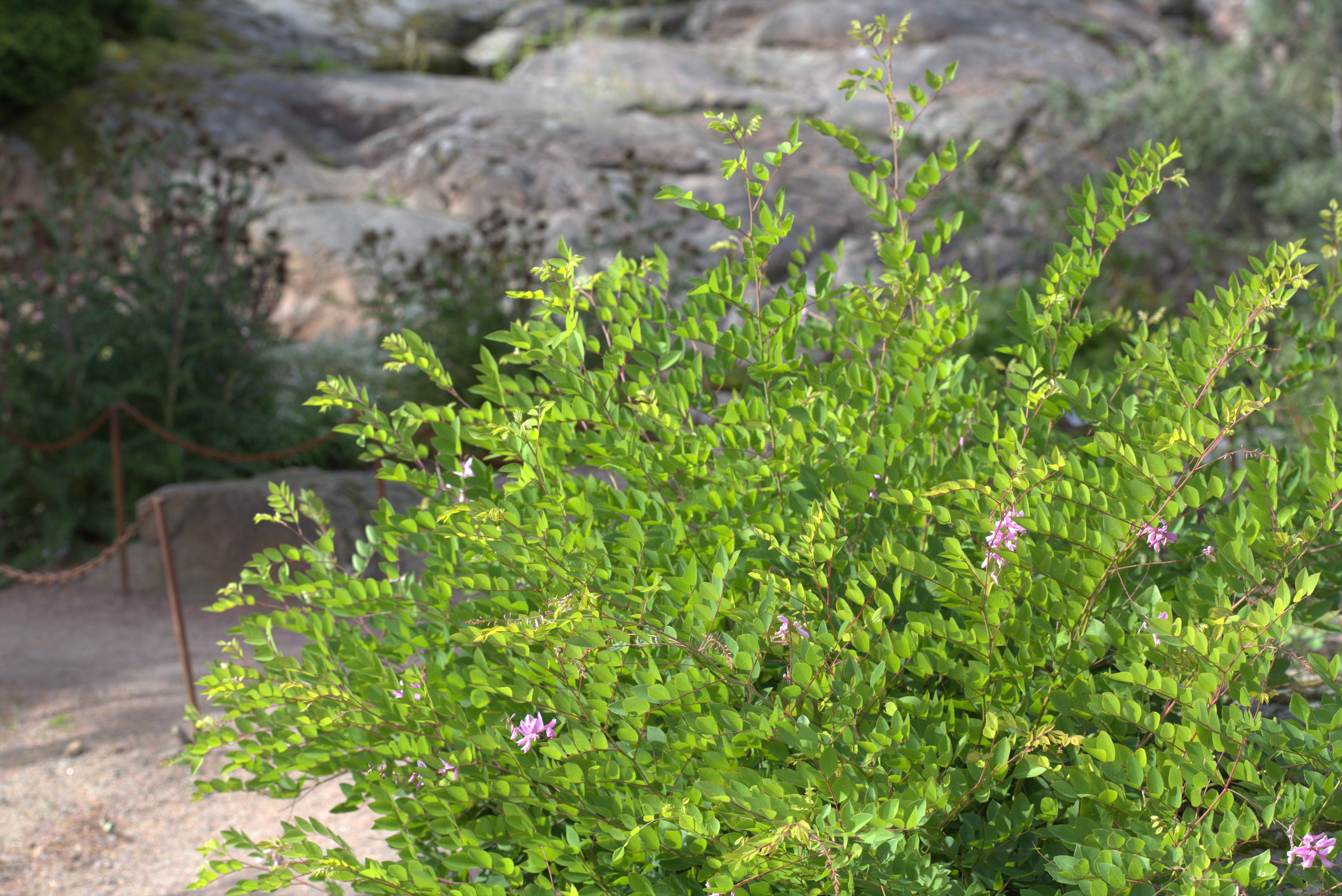
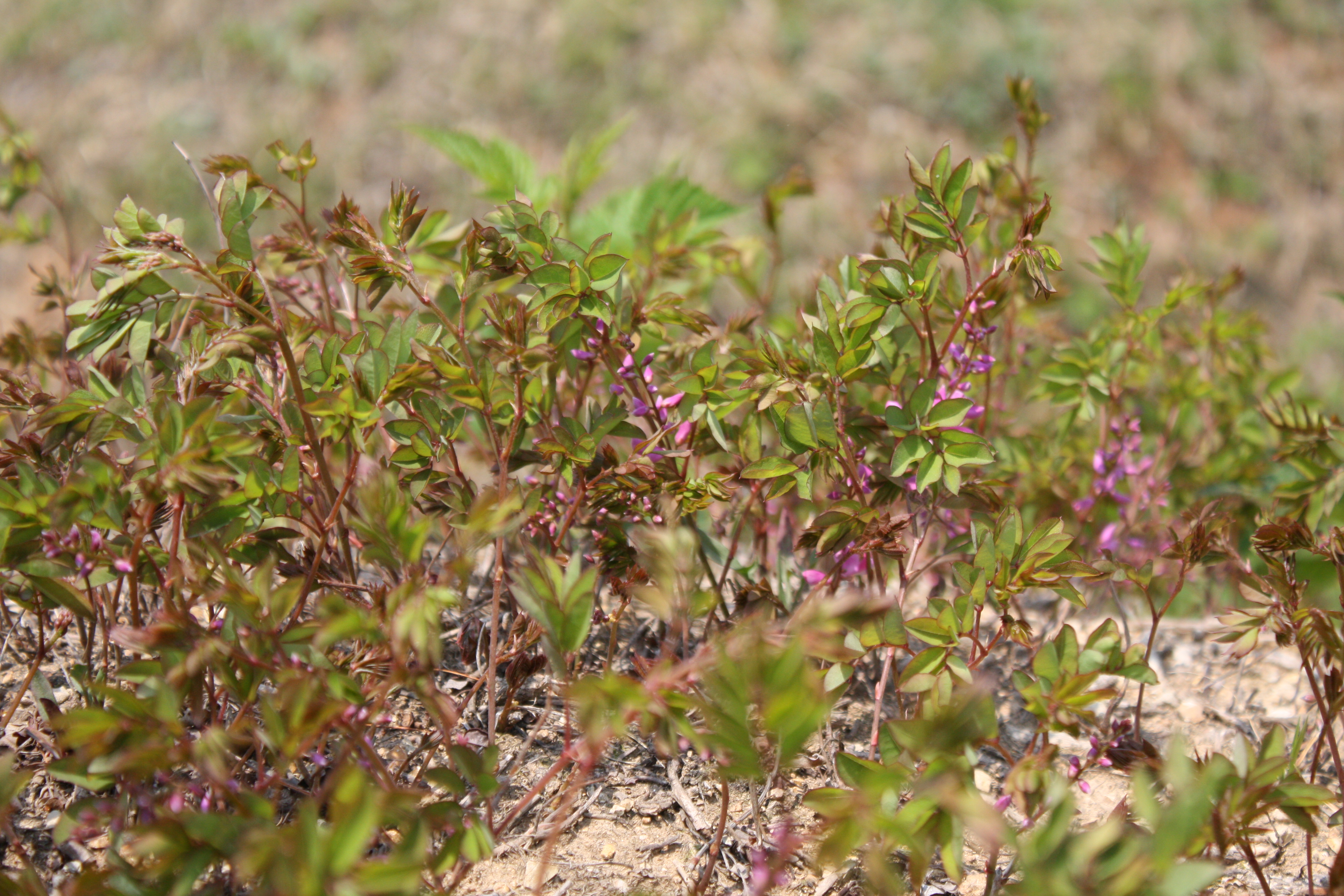
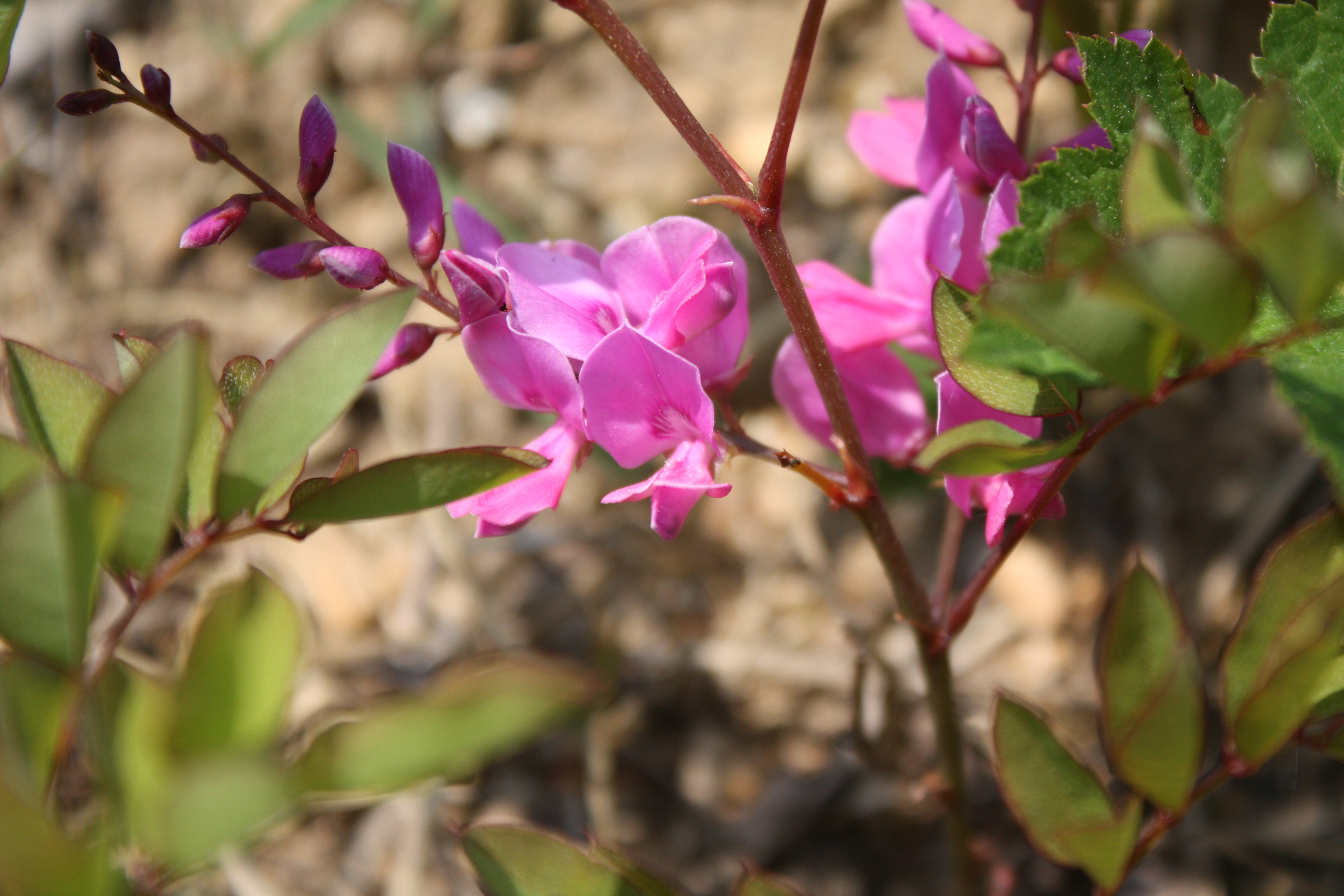
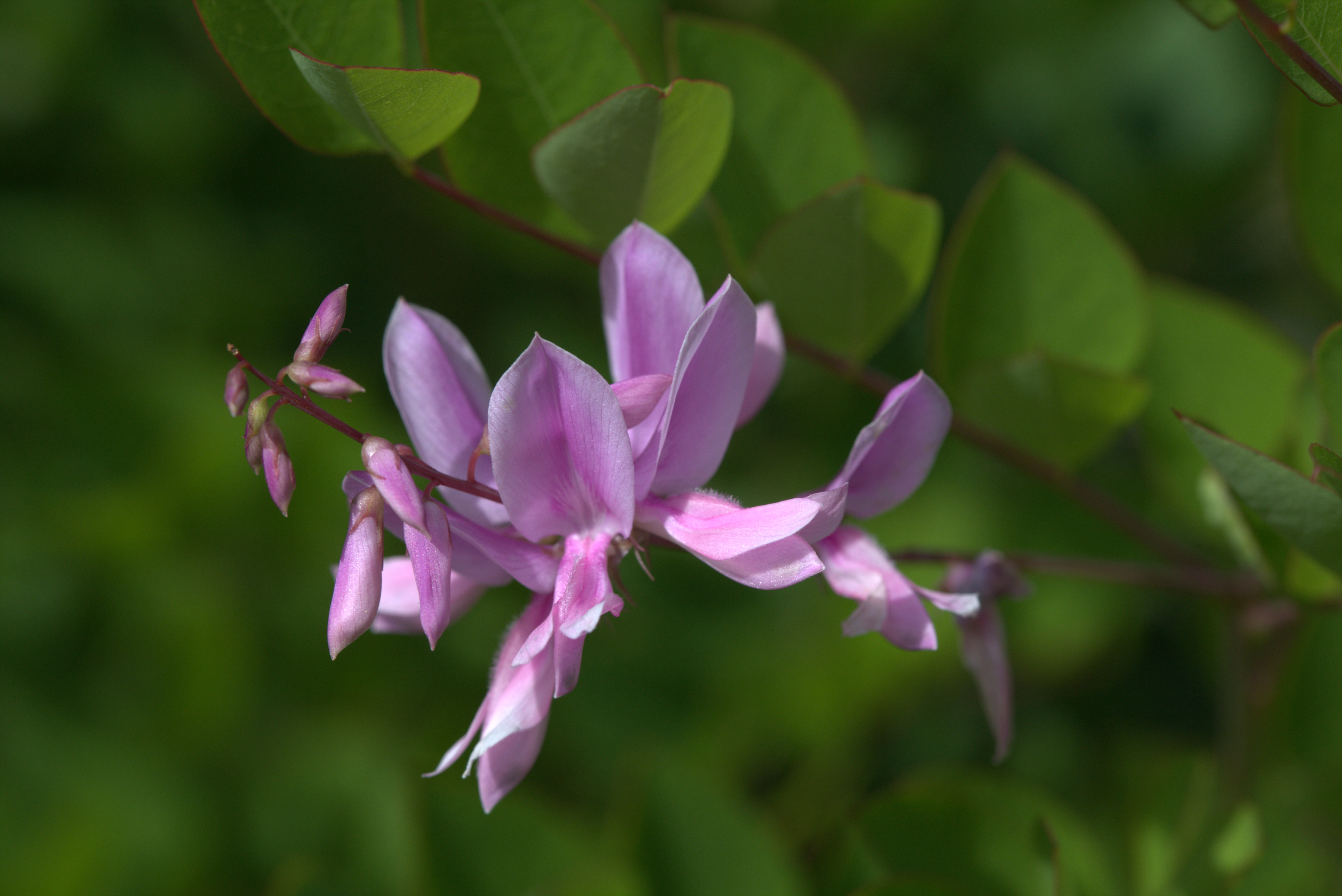